# Emilio Segrè
Emilio Segrè (Tivoli, Lacij, Italija, 1. veljače 1905. – Lafayette (Kalifornija), SAD, 22. travnja 1989.), američki fizičar talijanskog podrijetla. Studirao tehnologiju na Rimskom sveučilištu (1922.), potom fiziku, te doktorirao kod Enrica Fermija 1928. Bio je docent fizike (od 1932.) na Rimskom sveučilištu, potom profesor u Palermu (od 1936. do 1938.). Od 1938. živio je u SAD-u, gdje je u Los Alamosu i Berkeleyu radio na problemima nuklearne fizike. Bombardiranjem molibdena neutronima dobio je tehnecij (1937.), prvi umjetni kemijski element. Zatim je sa svojim suradnicima dobio elemente astat (1940.) i plutonijev izotop 239Pu (1941). Objavio je radove o strukturi atomske jezgre i uzajamnom djelovanju među subatomskim česticama. U suradnji s Owenom Chamberlainom otkrio je antiproton (1955.), za što su 1959. dobili Nobelovu nagradu za fiziku.

## Životopis
Emilio Segrè je rođen u obitelji Sefarda, u mjestu Tivoli blizu Rima, gdje se i školovao, te studirao fiziku kod Enrica Fermija. Doktorat je obranio 1928. Od 1928. do 1929. je bio u talijanskoj vojsci. Nakon toga je radio s Ottom Sternom u Hamburgu i Pieterom Zeemanom u Amsterdamu. Od 1936. do 1938. je direktor labaratorija fizike na Univerzitetu Palermo. 1937. nakon posjete kod Ernesta Lawrencea u Kaliforniji, koji mu je prikazao rad s molibdenom na ciklotronu, uspio je otkriti novi kemijski element tehnecij, koji je stvarao radioaktivno zračenje, a to je bio prvi novootkriveni kemijski element, dobiven na umjetan način, a da ga nema u prirodi.

### Naučni rad
1935. su Enrico Fermi i Emilio Segre objavili da bi se brzi neutroni mogli usporiti u nuklearnoj reakciji, propuštanjem kroz kemijske tvari koje sadrže vodik, kao što su voda i parafin, što je bilo i potvrđeno. Utvrdilo se da tvari koje su građene od atoma male atomske mase mogu usporiti neutrone, kao što su vodik, deuterij, berilij, ugljik. Usporavanje neutrona u takvim tvarima nastaje zato što neutroni jedan dio svoje kinetičke energije predaju njihovim atomima, pa se odbijaju s manjom brzinom. Takva sredstva koja služe za usporavanje neutrona nazivaju se usporivači neutrona ili moderatori.
Kad je bio u posjeti 1938. u Kaliforniji, fašisti Benita Mussolinija su uspjeli progurati antisemitski zakon, po kojem bi trebalo izbaciti Židove s univerziteta. Kako se to odnosilo i na njega, ostao je u SAD-u, i pronašao posao u Berkeleyevom labaratoriju, gdje je radio za vrlo malu nadnicu kod Ernesta Lawrencea. Uspio je opstati s dodatnim predavanjima iz fizike. Uspio je otkriti i nove kemijske elemente: plutonij-239 i astat. Otkriće plutonija-239 je pomoglo izgradnji atomske bombe, koja je 1945. bačena na Nagasaki. 
Od 1943. do 1946. je radio na projektu Manhattan. Od 1944. postaje građanin SAD-a. Kasnije je radio kao profesor na sveučilistima Illinois, Rio de Janeiro i Berkeley sve do 1972. Zajedno s Owenom Chamberlainom, doprinio je otkriću subatomske čestice antiprotona. To je i bio dokaz teorije Paula Diraca, po kojoj sve elementarne čestice imaju svoj anti-par ili antičesticu. Zbog tog otkrića dobitnik je Nobelove nagrade za fiziku 1959., zajedno s Owenom Chamberlainom. Od 1974. radi kao profesor nuklearne fizike na Sveučilištu Rim.
Emilio Segre je poznat i po tome što se bavio fotografiranjem i u svom radu je skupio veliku zbirku vrijednih fotografija. Umro je s 84 godine od srčanog udara.